# Convention démocratique panafricaine
La Convention démocratique panafricaine est un parti politique guinéen.
La candidate de la Convention Démocratique Panafricaine (CDP), Saran Daraba Kaba est la première guinéenne candidate pour la présidence en Guinée et l’unique femme parmi les 24 candidats en lice pour l’élection présidentielle du 27 juin 2010 élection présidentielle de 2010. Elle arrive 22e sur les 24 candidats ayant pris part à ce scrutin avec 0,38 % des suffrages,,.